# Broken
Broken — міні-альбом гурту Nine Inch Nails.

## Список композицій
Автор музики і слів Trent Reznor, якщо не зазначено іншого.. 
| #   | Назва                                                                                     | Тривалість |
| --- | ----------------------------------------------------------------------------------------- | ---------- |
| 1.  | «Pinion»                                                                                  | 1:02       |
| 2.  | «Wish»                                                                                    | 3:46       |
| 3.  | «Last»                                                                                    | 4:44       |
| 4.  | «Help Me I Am in Hell»                                                                    | 1:56       |
| 5.  | «Happiness in Slavery»                                                                    | 5:21       |
| 6.  | «Gave Up»                                                                                 | 4:08       |
| 98. | «Physical (You're So)» (Adam Ant cover)                                                   | 5:29       |
| 99. | «Suck» (Pigface cover, written by Martin Atkins, Paul Barker, Trent Reznor, Bill Rieflin) | 5:07       |

Деякі видання альбому мали цікаву особливість: на cd останні дві композиції (Physical та Suck) знаходились на позиціях 98 та 99. На позиціях з 7 по 97 були записи тиші довжиною в 1 секунду кожен. У більшості видань ці треки також не були перелічені на обкладинці дисків.

## Позиції в чартах та нагороди
| Рік  | Чарт              | Вища позиція |
| ---- | ----------------- | ------------ |
| 1992 | Велика Британія   | 18           |
| 1992 | The Billboard 200 | 7            |
| 1993 | Нова Зеландія     | 46           |

| Рік  | Пісня                  | US Alt. |
| ---- | ---------------------- | ------- |
| 1992 | «Happiness in Slavery» | 13      |
| 1993 | «Wish»                 | 25      |

| Країна | Сертифікація |
| ------ | ------------ |
| Канада | Платинова    |
| США    | Платинова    |

| Рік  | Номіновано                                                            | Нагорода                            | Результат |
| ---- | --------------------------------------------------------------------- | ----------------------------------- | --------- |
| 1993 | «Wish»                                                                | Найкращий виступ у стилі хеві-метал | Перемога  |
| 1996 | "Happiness in Slavery" (Концертний виступ на фестивалі Woodstock '94) | Найкращий виступ у стилі хеві-метал | Перемога  |